# Presidentvalet i USA 1836
Presidentvalet i USA 1836 var det trettonde valet i nationens historia. Sittande vicepresident Martin Van Buren vann presidentposten över flera kandidater från Whigpartiet. Van Buren lyckades få egen majoritet i presidentvalet medan vicepresidentvalet gick vidare till Kongressen för avgörande.
Demokratiska partikonventet valde på sittande president Jacksons rekommendation Martin Van Buren som ny presidentkandidat. Det nybildade Whigpartiet lyckades inte enas om en gemensam kandidat, utan hoppades att deras kandidater tillsammans skulle få så många elektorsröster att Van Buren inte skulle få egen majoritet, varigenom valet skulle gå vidare till Representanthuset. Strategin misslyckades , men i valet till vicepresident fick Richard Mentor Johnson en röst för lite för att få egen majoritet. Kongressen kom ändå att välja Johnson som ny vicepresident.